# توماش ماكوفسكي (لاعب كرة قدم)
توماش ماكوفسكي (بالبولندية: Tomasz Makowski)‏ هو لاعب كرة قدم بولندي في مركزي الدفاع والوسط، ولد في 19 يوليو 1999 في زجيرز في بولندا. شارك مع منتخب بولندا تحت 20 سنة لكرة القدم. أما مع النوادي، فقد لعب مع غورنيك وانشنا وليخيا غدانسك.

## وصلات خارجية
- توماش ماكوفسكي (لاعب كرة قدم) على موقع قاعدة بيانات كرة القدم.إي يو (الإنجليزية)
- توماش ماكوفسكي (لاعب كرة قدم) على موقع Soccerway.com (الإنجليزية)